# K.u.k. Technische Militärakademie
Die k.u.k. Technische Militärakademie war eine 1717 gegründete militärische Ausbildungsstätte für bestimmte Offiziersgruppen der Habsburgermonarchie. Der Standort der Akademie wechselte im Laufe ihres Bestehens mehrmals: ursprünglich in Wien angesiedelt, befand sie sich 1851 bis 1869 in Klosterbruck bei Znaim, 1869 bis 1904 in der Stiftskaserne in Wien und schließlich von 1904 bis 1918 in Mödling.

## Geschichte

### 18. Jahrhundert
Die Ursprünge der Technischen Militärakademie der k.u.k. Armee bis 1918 gehen auf Feldmarschall Prinz Eugen von Savoyen zurück. Er erkannte während des Spanischen Erbfolgekrieges den Mangel an Militär-Ingenieuren in der habsburgischen Armee und drängte Kaiser Karl VI., eine entsprechende Ausbildungsstätte (förmliche Ingenieur-Academia) zu errichten. Dies wurde dann auch 1717 provisorisch und 1720 bleibend umgesetzt.

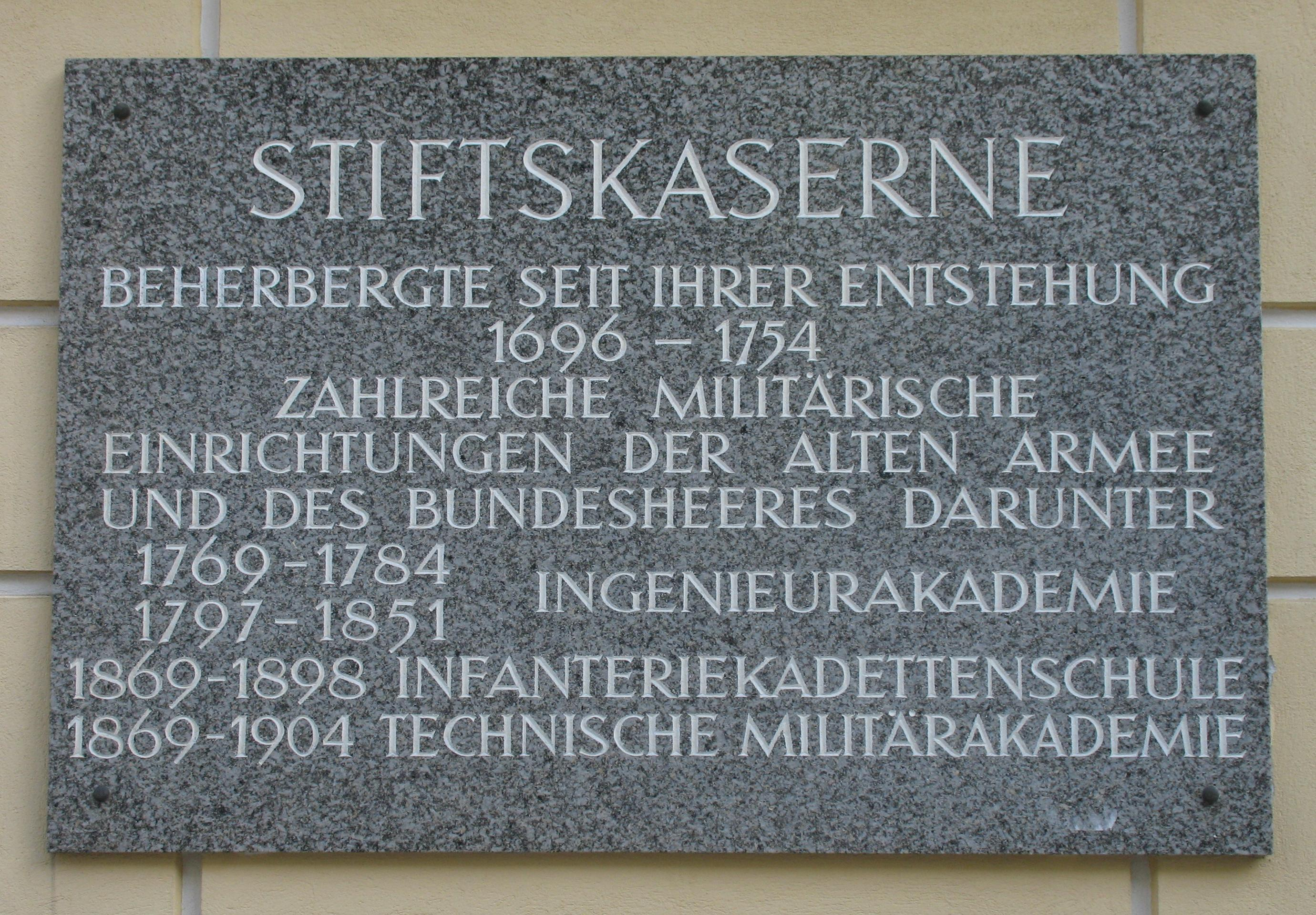
Gedenktafel an die frühen militärischen Ingenieurschulen an der Stiftskaserne in Wien

Am 4. Februar 1735 übergab der Hofbuchhaltereibeamte Georg Franz von Griener der Hofkammer 20.000 Gulden mit der Bestimmung, junge Männer davon in den Kriegs- und Ingenieurwissenschaften auszubilden. Aus dieser Stiftung entwickelte sich 1736 in Zusammenarbeit mit der Chaos’schen Stiftung für Waisenkinder eine militärische Ingenieurschule, der ein Teil der Gebäude der Chaos’schen Stiftung in der Laimgrube in Wien überlassen wurde. Die Technische Militärakademie war damit wesentlich älter als die 1752 gegründete Theresianische Militärakademie in Wiener Neustadt.
1743 legte der Kaiserliche Rat Johann Jakob Marinoni der Regentin Maria Theresia  ein Memorandum vor, in dem er auf die dringend notwendige Gründung eines Militär-Ingenieurs-Korps verwies, welche im Jahr 1747 erfolgte. In den Folgejahren wechselte die militärische Ingenieursakademie mehrfach den Namen und die Unterbringung in Wien.

### 19. Jahrhundert
Unter Kaiser Franz II. erlangte die Ingenieur-Akademie den Gipfel ihres Rufes und kann als bedeutendste technische Hochschule der Habsburgermonarchie bezeichnet werden. Durch die Zusammenlegung des Militär-Ingenieur-Korps mit den weniger akademisch gebildeten Sappeuren und Mineuren zum „Genie-Korps“ wurde auch die Akademie reformiert. Sie bestand nun in Wirklichkeit aus zwei Akademien, eine für die zukünftigen Artillerie- und die andere für Genie-Offiziere. Die Akademie verlor dadurch zeitweilig etwas von ihrer hohen Reputation und musste 1851 als Genie-Akademie sogar ins Exil nach Klosterbruck bei Znaim.
1869 kehrte das Institut in die Stiftskaserne nach Wien zurück und verblieb dort bis zum Umzug in das neu errichtete Gebäude in Mödling im Jahr 1904. Laut István Deák brachte die Technische Militärakademie durchwegs hochqualifizierte Artilleristen, Festungsbauer und Sappeure hervor. Ihre Absolventen verfügten über ein außerordentliches Wissen, bildeten einen exklusiven Kreis und waren hoch geachtet.

### 20. Jahrhundert

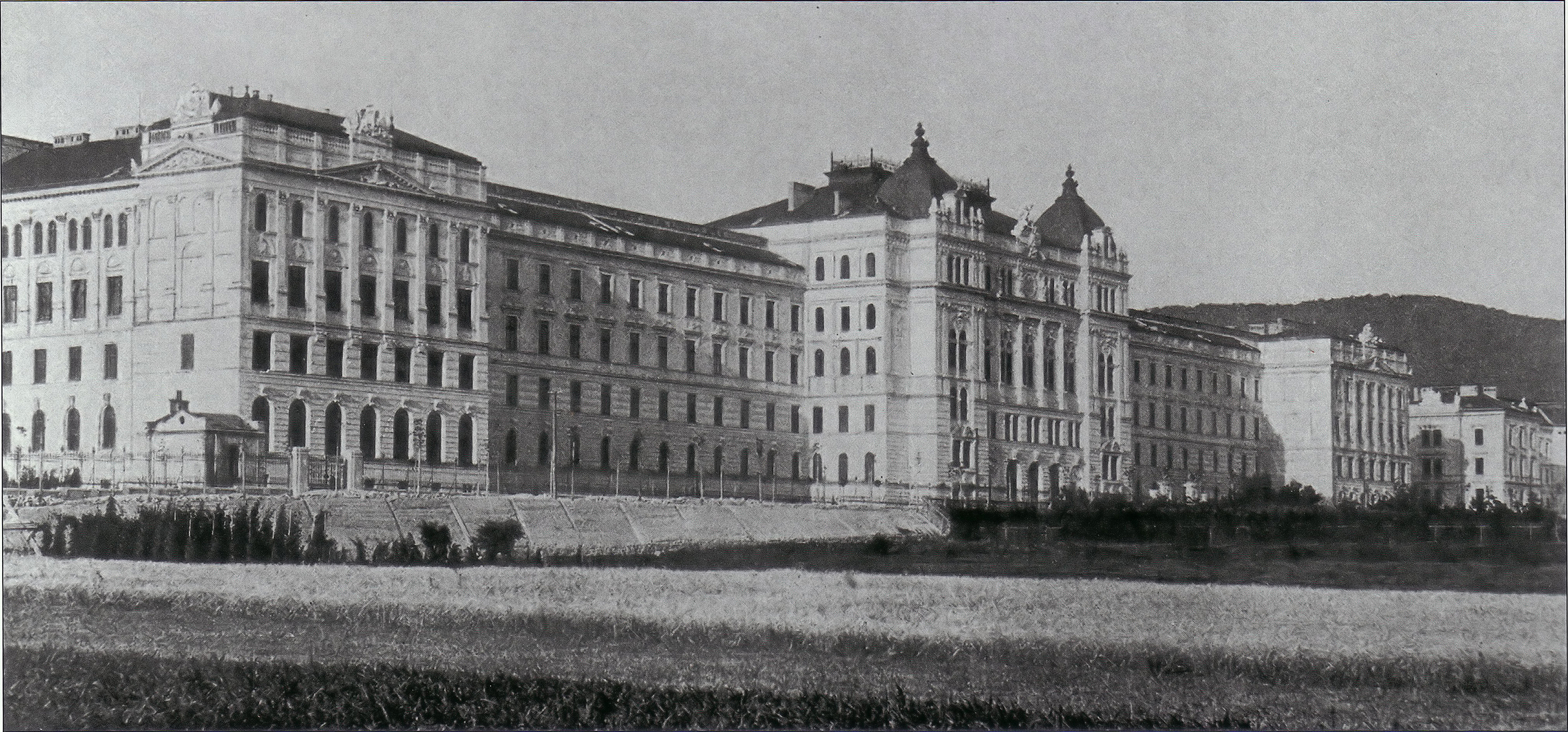
Hauptgebäude um 1904

Kaiser Franz Joseph beim Verlassen der k.u.k. Technischen Militärakademie am 4. November 1904

Da die Gebäude der Wiener Stiftskaserne gegen Ende des 19. Jahrhunderts nicht mehr den Ansprüchen einer technischen Militärakademie entsprachen, begann man, sich nach einem neuen Standort umzuschauen. Die Wahl fiel auf den Neubau einer Militärakademie in Mödling. Am nördlichen Hang des Eichkogels wurden 1896 18 Hektar einer Hutweide  durch das Reichskriegsministerium um vier Millionen Kronen von der Stadt Mödling erworben. Diese Summe sollte in Ratenzahlungen über die nächsten 54,5 Jahre abbezahlt werden, jedoch erfolgte die letzte Ratenzahlung auf Grund des Zusammenbruchs  Österreich-Ungarns schon im Jahre 1918. Trotz der fehlenden Ratenzahlungen profitierte die Stadt Mödling von dem Bau der Akademie, da sich ihr Bekanntheitsgrad enorm erhöhte, und von den Frequentanten auch die Wirtschaft profitierte.
Im Jahr 1901 wurde mit dem Bau des Hauptgebäudes und der weiteren 25 Einzelgebäude nach den Plänen des Militär-Oberingenieurs Paul Acham begonnen, welcher 1904 beendet wurde, und am 4. November 1904 von Kaiser Franz Joseph eröffnet wurde. Bis zu 370 Schüler konnten zu diesem Zeitpunkt in der Akademie leben und unterrichtet werden. Zudem existierte eine beinahe autarke Infrastruktur, so gab es z. B. neben den für den militärischen Betrieb notwendigen Einrichtungen wie Ställen und Exerzierplätzen auch eine eigene Gärtnerei, eine Fleischerei, einen Kranken- und Isolierpavillon, mehrere Bibliotheken, ein Schwimmbad, ein Friseurzimmer usw.

## Militärische Bedeutung
Die Frequentanten der Technischen Militärakademie in Mödling (1904 bis 1918) rekrutierten sich aus Abgängern der Militär-Oberrealschulen oder zivilen Maturanten. Der Lehrplan der dreijährigen Ausbildung unterschied sich von der Theresianischen Militärakademie in Wiener Neustadt dadurch, dass  dem Artilleriewesen, der technischen Waffenausbildung und dem militärischen Bauwesen ein wesentlich größeres Gewicht zukam. Von den als Leutnants ausgemusterten Absolventen der Technischen Militärakademie gingen jedes Jahr 30 zur Artillerie, während 25 zu den Pionier-, Eisenbahn- und Telegraphenregimentern versetzt wurden.
Die Technische Militärakademie veranstaltete zudem in regelmäßigen zeitlichen Abständen den „höheren Artilleriekurs“ für Offiziere, in dem die zukünftigen Angehörigen des Artilleriestabes (ab  1896 „Offiziere in besonderer Verwendung der Artillerie“) herangebildet wurden. Die erfolgreichen Absolventen dieses zweijährigen Lehrgangs wurden als Fachleute bei den höheren Kommanden und Behörden des Heeres eingesetzt und konnten auch zu Artillerieingenieuren aufsteigen. Im Frieden waren die „Offiziere in besonderer Verwendung der Artillerie“ z. B. für die Einheitlichkeit der Ausbildung der Artillerie zuständig und überwachten den Dienst in den Artilleriezeugsanstalten.
| Akademiekommandanten 1904–1918 | Beginn | Ende |
| ------------------------------ | ------ | ---- |
| FML Artur Horeczky             | 1904   | 1907 |
| FML Georg Ritter von Dormus    | 1907   | 1911 |
| FML Georg Hefelle              | 1911   | 1914 |
| FML Carl Ritter von Wessely    | 1914   | 1915 |
| FML Oskar von Heimerich        | 1915   | 1918 |

## Bekannte Absolventen
Unter den Absolventen der Technischen Militärakademie waren z. B.:
- Alexander Freiherr von Krobatin, später Feldmarschall und k.u.k. Kriegsminister
- Hermann Freiherr Kövess von Kövessháza, später  Feldmarschall und letzter Oberkommandierender der k.u.k. Armee
- Theodor Körner, später Bundespräsident der Republik Österreich
- Richard Körner, später Oberstleutnant in besonderer Verwendung der Artillerie
- József Heszlényi, später Generaloberst der ungarischen Streitkräfte
- Herman Potočnik, Raumfahrttheoretiker
- Moritz Erwin von Lempruch, Generalmajor

## Nachfolgeeinrichtung
Mit dem Zusammenbruch der Habsburgermonarchie und nach nur 14 Jahren Studienbetrieb am Standort Mödling stellte die k.u.k. Technische Militärakademie am 12. November 1918 mit dem Ausrufen der Republik Deutschösterreich ihren Betrieb ein. Der Militärakademie folgte kurzzeitig eine deutschösterreichische Staatsrealschule, jedoch besann man sich dann doch mit einer technischen Ausbildung fortzufahren. Am 17. November 1919 wurde das erste Mal der reguläre Lehrbetrieb an der Höheren Technischen Bundeslehr- und Versuchsanstalt (HTBLuVA) Mödling unter dem Namen „Deutsch-österreichische Technisch-gewerbliche Staatslehranstalt in Mödling“ mit 154 Schülern in 4 Abteilungen (Tiefbau, Hochbau, Maschinenbau und Elektrotechnik) und anfangs 10 Lehrern aufgenommen. 10 Jahre später wurden bereits über 1000 Schüler in 6 Abteilungen unterrichtet.
Der Linzer Widerstandskämpfer Robert Bernardis, Oberstleutnant im Generalstab der deutschen Wehrmacht, zählte ebenfalls zu den Maturanten der HTBLuVA Mödling und ist somit einer ihrer prominentesten Absolventen.